# Eichgruppe
In der mathematischen Physik ist eine Eichgruppe die Symmetriegruppe (Eichsymmetrie) einer Feldtheorie. Bei nicht-kommutativen Eichgruppen werden diese Yang-Mills-Theorien genannt.

## Definition
Sei {\displaystyle G} eine Lie-Gruppe mit Lie-Algebra {\displaystyle {\mathfrak {g}}}, und sei {\displaystyle \pi :E\rightarrow M} ein {\displaystyle G}-Prinzipalbündel. Die Eichgruppe
{\displaystyle {\mathcal {G}}:=(C^{\infty }(E,G))^{G}}
der {\displaystyle G}-äquivarianten Abbildungen des Totalraums in {\displaystyle G}
wirkt auf dem Raum der Zusammenhänge {\displaystyle {\mathcal {A}}\subset (\Omega ^{1}(E,{\mathfrak {g}}))^{G}} durch
{\displaystyle g\omega :=g^{-1}\omega g+g^{-1}dg}
für {\displaystyle g\in {\mathcal {G}},\omega \in {\mathcal {A}}}.
Eichgruppen sind unendlich-dimensionale Lie-Gruppen, ihre Lie-Algebra ist der Vektorraum der differenzierbaren Abbildungen von {\displaystyle M} nach {\displaystyle {\mathfrak {g}}}.